# Осетище (Смоленская область)
Осетище — деревня в Шумячском районе Смоленской области России. Входит в состав Студенецкого сельского поселения. Население — 57 жителей (2007 год). 
Расположена в юго-западной части области в 27 км к северо-западу от Шумячей, в 22 км севернее автодороги А101 Москва — Варшава («Старая Польская» или «Варшавка»). В 28 км юго-восточнее деревни расположена железнодорожная станция Осва на линии Рославль — Кричев. 

## История
В годы Великой Отечественной войны деревня была оккупирована гитлеровскими войсками в августе 1941 года, освобождена в сентябре 1943 года.

## Знаменитые земляки
- Ватагин, Александр Иванович (родился 28 января 1957 года в деревне Осетище) — советский и российский военный инженер, гидронавт-испытатель, руководитель ряда предприятий военно-промышленного комплекса, Герой Российской Федерации.